# Farkas István (ügyvéd)
Farkas István (Pécs, 1828 körül – Pécs, 1881. május 4.) ügyvéd, katonatiszt, színügybarát.

## Életútja
Pécsi iparos szülők gyermekeként született, 1843-ban a pécsi ciszterci gimnáziumban fejezte be tanulmányait, s a jogot is Pécsett végezte. Saját bevallása szerint az 1848-49-es szabadságharcban hadnagyként szolgált a 38. honvédzászlóaljban. 1850. január 19-én sorozó bizottság elé állították, azonban alkalmatlannak találták és elbocsátották. 1867-ben Pécsett volt ügyvéd, s tagja a Baranya megyei Honvédegyletnek. A pécsi és Baranya megyei negyvennyolcas pártnak sok éven át elnöke volt. Élete végén mint városi képviselő tevékenykedett. A pécsi színházat illető Farkas-Raskó díj alapítója volt. Neje élete végén Berger Karolina volt (végrendeletében Ratkó Celesztin szerepel).
1877. február 21-én kelt végrendeletében a 9. pontban ezer forintos alapítványt tett a Nemzeti Színház részére Ratkó Celesztina/Ilona nevével (Plichta Ferencné Ratkó Celesztina meghalt Pécsett, 1877. május 19-én.) kapcsolatban, hogy ezen összeg kamatait minden év április 6-án azon törekvő, fiatal színésznek adják át, akit pályatársai erre legérdemesebbnek jelölnek ki. Miután ennek az alapítványnak a kamatai idővel olyan jelentéktelen összegre zsugorodtak, hogy a Nemzeti Színház véleménye szerint ez nem állott arányban a díj erkölcsi értékével, ennélfogva két ezüstgyűrűt készítettek, egy nőit és egy férfi gyűrűt, hogy ezentúl a Farkas–Ratkó-díj jutalmazottjai ezt a gyűrűt kapják a díj mellé. A gyűrűket mindenki két évig viseli, azután tovább kerül azokhoz, akik a következő években a díjat kapják, vagyis vándordíj jellege van.